# José Manuel García Collantes
José Manuel García Collantes (Madrid, 1955) es un jurista español (Notario), que ha sido Presidente del Consejo General del Notariado entre 2013 y 2016. Desde 2017 es el presidente del Consejo de los Notariados de la Unión Europea, tras haber sido Vicepresidente.
Licenciado y Doctor en Derecho por la Universidad Complutense de Madrid, aprobó las oposiciones a Notario en 1979. Ha ejercido en Alburquerque, Sacedón, Burgos, Alcorcón y Madrid. Ha sido profesor de Derecho Mercantil en la Universidad Complutense de Madrid. Fue Decano del Colegio Notarial de Madrid.
Fue condecorado con la Gran Cruz de la Orden de San Raimundo de Peñafort en 2016.